# Центральная прямая
Центральные прямые — это некоторые специальные прямые, связанные с треугольником и лежащие в плоскости треугольника. Особое свойство, которое отличает прямые как центральные прямые, проявляется через уравнение прямой в трилинейных координатах. Это особое свойство также связано с понятием центр треугольника. Понятие центральной прямой было введено Кларком Кимберлингом в статье, опубликованной в 1994 году.

## Определение
Пусть ABC — треугольник, и пусть (x : y : z) — трилинейные координаты произвольной точки в плоскости треугольника ABC. Прямая линия в плоскости треугольника ABC будет центральной прямой треугольника ABC, если её уравнение в трилинейных координатах имеет вид
f (a, b, c) x + g (a, b, c) y + h (a, b, c) z = 0
где точка с трилинейными координатами (f (a, b, c) : g (a, b, c) : h (a, b, c)) является центром плоского треугольника ABC.

## Центральные прямые как трилинейные поляры
Геометрически связь между центральной прямой и связанным с ней центром может быть выражена с использованием термина трилинейной поляры и изогонального сопряжения. Пусть X = (u (a, b, c) : v (a, b, c) : w (a, b, c)) — центр треугольника. Тогда уравнение трилинейной поляры треугольного центра X есть
x / u (a, b, c) + y / v (a, b, c) y + z / w (a, b, c) = 0.
Аналогично Y = (1 / u (a, b, c) : 1 / v (a, b, c) : 1 / w (a, b, c)) является изогональным сопряжением центра X.
Таким образом, центральная прямая, описываемая уравнением
f (a, b, c) x + g (a, b, c) y + h (a, b, c) z = 0,
является трилинейной полярой при изогональном сопряжении центра (f (a, b, c) : g (a, b, c) : h (a, b, c)).

## Построение центральных прямых

Пусть X — любой центр треугольника ABC.
- Проведём прямые AX, BX и CX и построим их отражения относительно биссектрис углов треугольника при вершинах соответственно A, B, C.
- Отражённые прямые пересекутся, и точка их пересечения будет изогональным сопряжением Y точки X.
- Пусть чевианы AY, BY, CY пересекают противоположные стороны треугольника ABC в точках A' , B' , C' . Тогда треугольник A’B’C'  является чевианным треугольником точки Y.
- Треугольник ABC и чевианный треугольник A’B’C'  находятся в перспективе, и пусть прямая DEF — ось перспективности двух треугольников. Прямая DEF — трилинейная поляра точки Y. Прямая DEF — центральная прямая, связанная с центром X.

## Некоторые именные центральные прямые
Пусть Xn — n-й центр треугольника в энциклопедии центров треугольника Кларка Кимберлинга. Центральная прямая, связанная с Xn обозначается как Ln. Некоторые именные центральные линии даются ниже.

Антиортовая ось (Antiorthic axis) как ось перспективности треугольника ABC и его треугольника трех центров вневписанных окружностей (треугольник трёх внешних биссектрис)

### Центральная прямая, связанная сX1, то есть с центром вписанной окружности: антиортовая ось
Центральная прямая, связанная с инцентром X1 = (1 : 1 : 1) (также обозначаемым как I) даётся уравнением
x + y + z = 0.
Эта прямая является антиортовой осью треугольника ABC.
- Изогонально сопряженный инцентру треугольника ABC центр — это сам инцентр. Таким образом, антиортовая ось, которая является центральной линией, связанной с инцентром, является осью перспективности треугольника ABC и чевианного треугольник инцентра треугольника ABC.
- Антиортовая ось треугольника ABC является осью перспективности треугольника ABC и треугольника центров трёх вневписанных окружностей (треугольник трёх внешних биссектрис) I1I2I3 треугольника ABC.[7]
- Треугольник, боковые стороны которого внешне касаются трёх центров вневписанных окружностей треугольника ABC является внешне тангенцальным треугольником (the extangents triangle) треугольника ABC. Треугольник ABC и его внешне тангенцальный треугольник находятся в перспективе, и ось их перспективности является антиортовой осью треугольника ABC.

Ось Лемуана — трилинейная поляра точки Лемуана показана красным цветом

### Центральная прямая, связанная сX2, то есть сцентроидом: ось Лемуана
Трилинейное координаты центроида X2 (также обозначается как G) треугольника ABC есть (1 / a : 1 / b : 1 / c). Таким образом, центральная прямая, связанная с центроидом (центром тяжести) в трилинейных координатах задаётся уравнением
x / a + y / b + z / c = 0.
Эта прямая является осью Лемуана треугольника ABC.
- Изогонально сопряженная центроиду X2 точка является точкой Лемуана X6 (точка пересечения трёх симедиантреугольника) (также обозначается как K), имеющая трилинейные координаты (a : b : c). Таким образом, ось Лемуана треугольника ABC является трилинейной полярой точки пересечения симедиан треугольника ABC.
- Тангенциальный треугольник треугольника ABC является треугольник TATBTC, образованный касательными к окружности треугольника ABC в его вершинах. Треугольник ABC и его тангенциальный треугольник находятся в перспективе, а их осью перспективности является ось Лемуана треугольника ABC.

### Центральная прямая, связанная сX3, то есть с центром описанной окружности: Ось высот (Orthic axis)

Трилинейные координаты центра описанной окружности X3 (также обозначается как O) треугольника ABC есть (cos A : cos B : cos C). Таким образом, центральная прямая, связанная с центром описанной окружности в трилинейных координатах задаётся уравнением
x cos A + y cos B + z cos C = 0.
Эта прямая является осью высот треугольника ABC.
- Изогональным сопряжением центра описанной окружности X6 является ортоцентр X4 (также обозначается как H), имеющий трилинейные координаты (sec A : sec B : sec C). Таким образом, ось высот треугольника ABC является трилинейной полярой ортоцентра для треугольника ABC. Ось высот треугольника ABC является осью перспективности треугольника ABC и его треугольника высот (orthic triangle) HAHBHC.

### Центральная прямая, связанная сX4, то есть сортоцентром

Центральная линия, связанная с центром описанной окружности

Трилинейные координаты ортоцентра X4 ((также обозначается как H) треугольника ABC есть(sec A : sec B : sec C). Таким образом, центральная прямая, связанная с центром описанной окружности в трилинейных координатах задаётся уравнением
x sec A + y sec B + z sec C = 0.
- Изогональным сопряжением ортоцентра треугольника является центр описанной окружности треугольника. Таким образом, центральная прямая, связанная с ортоцентром, является трилинейной полярой центра описанной окружности.

### Центральная прямая, связанная сX5, то есть с центромокружности девяти точек
Трилинейные координаты центра окружности девяти точек X5 (также обозначается как N) треугольника ABC есть (cos (B − C) : cos (C − A) : cos (A − B)).. Таким образом, центральная прямая, связанная с центром окружности девяти точек в трилинейных координатах задаётся уравнением
x cos (B − C) + y cos (C − A) + z cos (A − B) = 0.
- Изогональное сопряжение центра окружности девяти точек треугольника ABC есть точка Коснита X54 треугольника ABC.[10][11]. Таким образом, центральная прямая, связанная с центром окружности девяти точек является трилинейной полярой для точки Коснита.
- Точка Коснита строится следующим образом. Пусть O — центр описанной окружности треугольника ABC. Пусть OA, OB, OC — центры описанных окружностей соответственно треугольников BOC, COA, AOB.Прямые AOA, BOB, COC пересекаются в одной точке, и точка их пересечения это — точка Коснита для треугольника ABC. Ее название связано J. Rigby.[12]

### Центральная прямая, связанная сX6, то есть с точкой пересечения симедиан: бесконечно удаленная прямая

Трилинейные координаты точки пересечения трех симедиан (Точка Лемуана) X6 (также обозначается как K) треугольника ABC есть (a : b : c). Таким образом, центральная прямая, связанная с точкой пересечения трех симедиан в трилинейных координатах задаётся уравнением
a x + b y + c z =0.
- Эта линия является бесконечно удаленной прямой в плоскости треугольника ABC.
- Изогональное сопряжённой к точке пересечения симедиан треугольника ABC является центроидом треугольника ABC. Таким образом, центральная прямая, связанная с точкой пересечения симедиан, является трилинейной полярой центроида. Она является осью перспективности треугольника ABC и его дополнительного треугольника (он же — серединный треугольник = medial triangle).

## Некоторые другие именные центральные прямые

### Прямая Эйлера
Прямая Эйлера треугольника ABC является прямой, проходящей через центр тяжести, ортоцентр и центр описанной окружности треугольника ABC. Её уравнение в трилинейных координатах есть
x sin 2A sin (B − C) + y sin 2B sin (C − A) + z sin 2C sin (C − A) = 0.
Это центральная прямая, связанная с точкой X647.

### Ось Брокара
Ось Брокара треугольника ABC является прямой, проходящей через центр описанной окружности треугольника и точку пересечения трех симедиан треугольника ABC. Её уравнение в трилинейных координатах есть
x sin (B — C) + y sin (C — A) + z sin (A — B) = 0.
Эта центральная прямая связана с центром X523.